# 井上源三郎

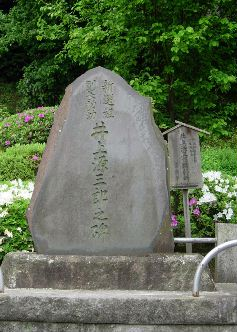
井上源三郎碑

井上 源三郎（日语：／ Inoue Genzaburō，1829年4月4日（文政12年3月1日）—1868年1月29日（慶應4年1月5日）），新選組六番隊組長。諱一武（かずたけ）。愛稱為「源先生」。

## 人物
據說源三郎是個相當認真的人。舉例來講，在壬生的沖田總司與孩子們遊玩時，井上恰巧路過，總司立刻發出「又要去練習了啊，真熱心呀」的聲音，井上立刻責備他「既然明白練習有益的話就好了」等小故事。另外八木為三郎說過「井上那時大約四十歲，是位異常沉默但人卻相當好的人」等話。有著雖然沉默但品格卻相當溫厚的性格，在年輕隊士中相當有人望。但一方面卻有著頑固的一面，是個只要話一出口就不輕易改變的人。

## 出身
為武州日野宿北原（現在東京都日野市日野本町）八王子千人同心(官名)世話役井上藤左衛門的三男。哥哥井上松五郎則是和父親一樣為千人同心(官名)。

## 試衛館
弘化4年（1847年）時、源三郎進入當時位於多摩正在擴張的天然理心流劍術第三代宗家・近藤周助的道場。後他也在土方歲三的姐夫佐藤彦五郎為了天然理心流出外練習所設的道場中與土方一起練習劍術。源三郎與近藤勇是師兄弟，所以兩人在這段時期有著親密的往來和友情。
萬延元年（1860年），井上得到免許皆傳的身份。

## 新選組
文久2年2月，與近藤和土方一起進入由清河八郎所策畫組織的浪士組。文久3年9月，在肅清芹澤鴨一派後，成為副長助勤，以後繼續擔任新選組的幹部。因為經常輔助同鄉兼同門的局長近藤和副長土方，所以獲得他們大大的信任。在隊內的主要工作則是擔任對外的職務以及招待要人。
元治元年6月池田屋事件時，指揮土方隊的支隊，在接獲近藤隊攻入後與十名隊員一起進入池田屋並且因為逮捕八名浪人而大大的活躍。在劍客成堆的新選組裡，井上的劍術雖然不起眼，但是由於他相當了解自己的能力，所以在執行任務時總是能夠順利完成而且從未出錯。
慶應元年6月，由於組織再度編	成而擔任六番隊組長。慶應3年6月、新選組全員被幕府拔擢為幕臣，這時源三郎作為副長助勤而被賜與七十俵三人扶持。
但是幕末的政局卻受到大政奉還、王政復古等巨大命令的影響，連帶的使得屬於佐幕派新選組的源三郎漸漸處於劣勢之中。

## 淀千兩松之戰
慶應4年1月、鳥羽伏見之戰爆發。新選組因為敗戰，於是把基地從伏見撤退移轉到淀。1月5日，新選組在淀千兩松與官軍激戰（淀千兩松之戰）。在這場戰爭的中期，井上因為受到槍擊而戰死。享年40歲。
據說因此流傳著一則小故事，身為井上侄子的井上泰助雖然打算把井上的首級給帶回來，但因為被其他隊士警告井上的首級過於沉重會拖累他，因此泰助被迫在離戰場最近的寺廟中埋葬了井上的首級和刀。

## 其他
雖然井上的首級和愛刀被外甥的井上泰助埋於近處的寺廟中，但是正確地點不明。所以其墓所設置於日野市的寶泉寺。

## 登場作品

### 電影
演出的演員
- 久野征四郎（『新撰組』、1969年、澤島忠監督）
- 坂上二郎（『御法度』、1999年、大島渚監督）

### TV戲劇
演出的演員
- 北村英三（『新選組血風録』、1965年、NET（朝日電視台））
- 北村英三（『燃えよ剣』、1970年、NET（朝日電視台））
- 浅田次郎（『壬生義士伝～新選組でいちばん強かった男～』、2002年、東京電視台）※特別出演
- 小林隆（『新選組!』、2004年、NHK）

### 動漫畫
- 青之壬生浪（講談社、安田剛士作）